# Sonoluminiscens

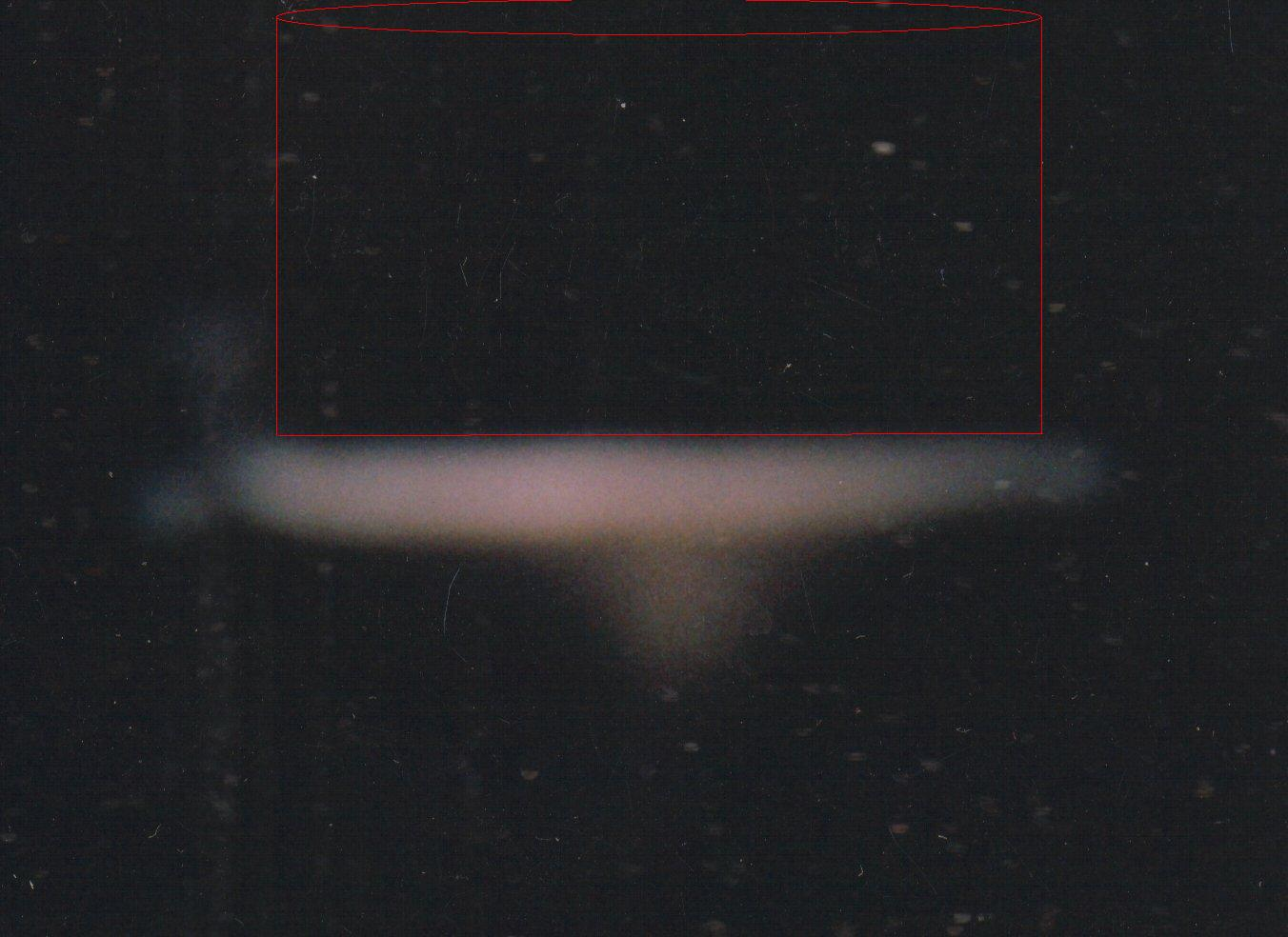
Sonoluminescens i glycerin vid 0 °C. Positionen av apparaten som sänder ut ultraljudet är markerad med röda streck. Filmen hade en hög känslighet på 4000 ASA och bilden är tagen med en slutartid på 5 minuter.

Sonoluminescens är ett fysikaliskt fenomen, som kan uppstå i en vätska, när imploderande gasbubblor exciterats med ultraljud och sänder ut korta ljuspulser. Mekanismen bakom sonoluminiscens är ännu inte fastslagen. 

## Historik
Sonoluminescens-effekten upptäcktes vid Köln-Universitetet 1934 som resultat av ett arbete med sonar. H. Frenzel och H. Schultes hade placerat ultraljudstransducer i en balja med fotografisk framkallningsvätska. De hoppades att det skulle skynda på framkallningsprocessen. Men i stället fann de små prickar på filmen efter framkallningen och upptäckte därvid att gasbubblorna i vätskan sände ut ljus, när ultraljudet slogs på.
1989, mer än 50 år senare, förde Felipe Gaitan och Lawrence Crum sonoluminescens-forskningen ett stort steg framåt genom en experiment som producerade stabile common-bubble sonoluminescence (SBSL). Vid SBSL avger en ensam bubbla, instängd i en akustisk stående våg, en puls av ljus vid varje kompression av bubblan inom den stående vågen. Denna teknik tillät en mer systematisk studie av fenomenet. Man kunde uppmäta mycket korta våglängder; det optiska spektret når in i det ultravioletta, vilket indikerar mycket höga temperaturer. 
Experiment som utförts av University of Illinois i Urbana-Champaign visar temperaturer runt 20.000 K. Forskning av Dr Klaus Fritsch John Carroll University, University Heights, Ohio, visar temperaturer på minst 10.000 Kelvin. Beräkningar indikerar att temperaturer på över en megakelvin kan uppstå, men det har inte kunnat visas experimentellt. 

## Formell analys

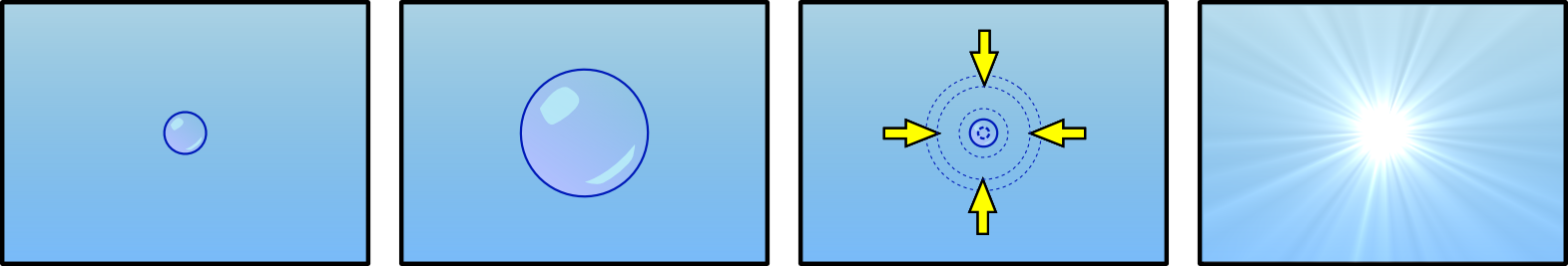
Från vänster till höger: en bubbla bildas, långsam expansion, hastig och plötslig sammandragning, ljusemission.

I en teoretisk analys karakteriseras dynamiken hos bubblans rörelse i en första approximation av Rayleigh-Plessets ekvation (uppkallad efter Lord Rayleigh och Milton Plesset):
{\displaystyle R{\ddot {R}}+{\frac {3}{2}}{\dot {R}}^{2}={\frac {1}{\rho }}\left(p_{g}-P_{0}-P(t)-4\mu {\frac {\dot {R}}{R}}-{\frac {2\gamma }{R}}\right).}
Detta är en approximativ ekvation, som är härledd ur den inkompressibla Navier-Stokes ekvationen i sfäriska koordinater och beskriver rörelsen hos bubblans radie R som funktion av tiden t. Här är {\displaystyle \scriptstyle \mu } viskositeten, p trycket och {\displaystyle \scriptstyle \gamma } ytspänningen.

## Bubbelfusion eller sonofusion
Bubbelfusion är en form av termonukleär fusion som av vissa forskare anses kunna inträffa till följd av extremt höga temperaturer från sonoluminiscens när gasbubblor i en vätska vid akustisk kavitation långsamt växer sig mycket stora och snabbt kollapsar, och då emitterar neutroner. Bland mainstreamforskare betraktas detta med skepsis och som en hypotetisk och osannolik teknik. Experimentella resultat anses kontroversiella eftersom den första rapporten om lyckade resultat (av Rusi Taleyarkhan, et al, vid Purdue University år 2002) har fällts för forskningsfusk, och lyckade resultat har avlösts av misslyckade upprepningar. Forskare vid Ryska Vetenskapsakademin hävdar att man 2005 har upprepat ett försök gjort vid Purdue University i USA, och menar att produktion av neutroner och tritium har uppmätts vid försöket, vilket påvisar fusion.

## Räkluminescens
Pistolräkor (Alpheidae), även kallad knipsräkan, framkallar en typ av sonoluminescens från en kollapsande bubbla genom snabba knäpp med sina specialiserade gripklor. Det framkallade ljuset har lägre intensitet än det som produceras genom typisk sonoluminescens och är inte synligt för blotta ögat. Ljuset och hettan som alstras saknar förmodligen direkt evolutionär betydelse, eftersom det är chockvågen som skapats av den snabbt kollapsande bubblan, som dessa räkor använder för att lamslå eller döda bytesdjur. Detta var den första upptäckten av djur som producerar ljus med hjälp av denna effekt och fenomenet namngavs efter effekten vid upptäckten 2001.
Några år senare upptäckte man att ytterligare en grupp kräftdjur, mantisräkorna, har en undergrupp ”klubbare”, vars klubblika främre extremiteter kan slå så kvickt och med sådan kraft att det inducerar sonoluminescenta kavitationsbubblor vid träff.